# Людвигсхёэ (вершина)
Людвигсхёэ (нем. Ludwigshöhe) — вершина высотой 4341 метр над уровнем моря в массиве Монте-Роза в Пеннинских Альпах на границе Швейцарии и Италии. Первое восхождение на вершину Людвигсхёэ совершил Людвиг фон Вельден в сопровождении проводников 25 августа 1822 года. В 1994 году UIAA включил Людвигсхёэ в основной список официального перечня альпийских четырёхтысячников.

## Происхождение названия
В переводе с немецкого языка название Ludwigshöhe означает Вершина Людвига. Людвигсхёэ получила своё название в честь канонизированного короля Франции Людовика IX (в немецком языке имя Людовик произносится как Людвиг), правившего в 1226—1270 годах. Первое восхождение на вершину, прежде безымянную, было совершено 25 августа, в день годовщины смерти короля. Первовосходитель — австрийский военачальник и топограф Людвиг фон Вельден, указал, что это имя короля, а не его собственное, а дата восхождения стала причиной для именования вершины в его честь.

## Физико-географическая характеристика
Вершина Людвигсхёэ расположена на границе Швейцарии, кантон Вале, и Италии, на границе регионов Пьемонт и Валле-д’Аоста. Высота вершины Людвигсхёэ составляет 4341 метр над уровнем моря. Вершина является одним из четырёхтысячников массива Монте-Роза. Относительная высота вершины составляет 58 метров, родительской вершиной по отношению к Людвигсхёэ является вершина Парротшпитце (4432 метра). Вершины соединены перевалом Фиодейох (4283 метра). В 1994 году вершина Людвигсхёэ была включена UIAA в основной список официального перечня четырёхтысячников Альп, в котором она находится на 17 позиции по абсолютной высоте.
Со стороны Италии на юго-восток Людвигсхёэ обрывается крутым скальным обрывом (наклоном более 45°), с которого стекает ледник Пьоде. С юго-запада Италии и со стороны Швейцарии вершина пологая и снежная.

## История восхождений
Первое восхождение на вершину Людвигсхёэ совершил австрийский военачальник и топограф Людвиг фон Вельден в сопровождении группы проводников 25 августа 1822 года. Цель у экспедиции фон Вельдена была исключительно научная. В этот период фон Вельден изучал область массива Монте-Роза, определяя высоты вершин и составляя топографические карты. Фон Вельден также дал названия ряду вершин, включая Людвигсхёэ. Людвигсхёэ стала третьей покорённой вершиной в массиве Монте-Роза после вершин Пирамид-Винсент в 1819 году и Цумштайншпитце в 1820 году.

## Маршруты восхождений
Вершина Людвигсхёэ редко является объектом самостоятельного восхождения. Обычно её проходят траверсом во время восхождений на более высокие и сложные окрестные вершины массива: Пик Дюфур, Цумштайншпитце, Лискамм, Парротшпитце. Маршруты, включающие прохождение вершины Людвигсхёэ, имеют категорию II/III по классификации UIAA (PD/PD+/F/AD по классификации IFAS).